# Camerata Zürich
Die Camerata Zürich ist ein Kammerorchester aus Zürich und zählt 16–20 Berufsmusikerinnen und Berufsmusiker; je nach Bedarf kann das Orchester jederzeit um weitere Streicher und/oder Bläser ergänzt werden. Die Camerata Zürich wurde im Jahre 1957 vom Schweizer Dirigenten Räto Tschupp gegründet, der ihr bis zu seinem Tod 2002 als Chefdirigent vorgestanden ist.
Die attraktive Zusammenstellung der Konzertprogramme, bestehend aus Raritäten und Meisterwerken der Klassik sowie Kompositionen des 20. und 21. Jahrhunderts, mit besonderer Berücksichtigung der Schweizer Musikschaffenden, sorgt regelmässig für spannende Konzertabende. Regelmässig vergibt die Camerata auch Kompositionsaufträge. Im Zentrum steht auch die Jugendarbeit; Zeugnis davon legt zum Beispiel ein eigens ins Leben gerufener, alle zwei Jahre durchgeführter Kompositions-Wettbewerb für Kinder und Jugendliche.
Die Camerata Zürich spielt im Musikleben Zürichs seit 50 Jahren eine wichtige Rolle, auch dadurch, dass sie sich in ihrer unkonventionellen Programmgestaltung stets mit Novitäten auseinandergesetzt hat, sei es durch Aufführungen zeitgenössischer Musik oder durch die Wiederentdeckung kaum bekannter Werke von Komponisten der Klassik. Die Camerata Zürich ist für das Entstehen eines modernen Schweizer Kammermusikrepertoires überhaupt mitverantwortlich. Davon zeugen gegen 60 Uraufführungen; zahlreiche Werke davon sind der Camerata Zürich gewidmet.
CD-Einspielungen, Gastspiele und Tournéen runden die Konzerttätigkeit ab. Die Camerata Zürich konzertiert jeweils am Samstagabend im Musikkonservatorium Zürich und am Montag oder Dienstag in der kleinen Tonhalle Zürich.
Von 2002 bis 2009 war Marc Kissóczy Chefdirigent der Camerata Zürich. Er studierte Violine und Dirigieren in der Schweiz und in den USA und war mehrfacher Preisträger renommierter Wettbewerbe. Neben der Konzerttätigkeit im klassisch-romantischen Bereich mit allen grossen Sinfonieorchestern der Schweiz sowie in zahlreichen Ländern Europas, Asiens und Nord- und Südamerikas hat sich Marc Kissóczy einen Namen als Dirigent von avancierter zeitgenössischer Musik gemacht. Er ist Dozent und Professor für Orchesterleitung an der Zürcher Hochschule der Künste ZHdK. Von 2011 bis 2020 war Thomas Demenga künstlerischer Leiter der Camerata Zürich. Ab 2020 ist Igor Karsko künstlerischer Leiter der Camerata Zürich.